# Marie Toussaint
Marie Toussaint (Lilla, 27 maggio 1987) è un'attivista, giurista e politica francese.

## Biografia

### Gioventù e istruzione
Marie Toussaint è nata il 27 maggio 1987 a Lilla, figlia di un marinaio e di un'insegnante di economia. È cresciuta nel quartiere Les Aubiers di Bordeaux. Dopo aver completato la sua formazione scolastica, ha studiato a Sciences Po a Parigi, dove ha conseguito un master in diritto internazionale dell'ambiente.
Terminati gli studi, ha lavorato, tra l'altro, come capoufficio per Antoinette Guhl, vicesindaco di Parigi e responsabile delle questioni relative all'economia sociale e solidale. Ha lasciato l'amministrazione comunale nel 2015 per lavorare con Julien Bayou e Valérie Cabanes per fondare l'ONG Notre affaire à tous, che si batte per la giustizia climatica.

### Impegno politico
Fin dalla sua giovinezza, Toussaint è stata coinvolta in varie organizzazioni come i Verdi francesi. Nel 2011 è stata co-segretaria generale dell'associazione giovanile verde Jeunes écologistes. È stata anche coinvolta nell'iniziativa Yasuní ITT, che si batte per la conservazione del Parco nazionale Yasuní ecuadoriano, e nell'iniziativa dei cittadini globali End Ecocide on Earth.
Nel 2019, il suo partito, Europa Ecologia I Verdi (EELV), ha nominato Toussaint per la lista elettorale delle elezioni europee del 2019. Ha ottenuto il 6º posto nella lista congiunta di Europa Ecologia I Verdi, Alleanza Ecologista Indipendente (AEI) e Regioni e Persone Solidali. La lista congiunta ha vinto il 13,43 per cento, compresa Toussaint. Da allora è stata membro della IX legislatura del Parlamento europeo e si è unita al gruppo Verdi/ALE. Per il suo gruppo è membro della commissione per l'industria, la ricerca e l'energia, nonché membro aggiunto della commissione per l'ambiente, la sanità pubblica e la sicurezza alimentare e della commissione giuridica.